# Желобок (Молдова)
Желобок (рум. Jeloboc) — село в Оргеевском районе Молдавии. Наряду с селом Пятра входит в состав коммуны Пятра.

## География
Село расположено на высоте 32 метров над уровнем моря.

## Население
По данным переписи населения 2004 года, в селе Желобок проживает 1134 человека (551 мужчина, 583 женщины).
Этнический состав села:
| Национальность | Число жителей | Процентный состав |
| -------------- | ------------- | ----------------- |
| молдаване      | 882           | 77.78             |
| украинцы       | 2             | 0.18              |
| русские        | 2             | 0.18              |
| румыны         | 2             | 0.18              |
| цыгане         | 1             | 0.09              |
| Всего          | 1134          | 100%              |